# 中島誠
中島 誠（なかじま まこと、1930年7月2日 - 2012年1月14日）は、日本の文芸評論家。

## 略歴・人物
東京生まれ。戦時中は両親の郷里である群馬県の安中へ疎開し、群馬県立高崎高等学校を卒業（48回生）。1955年、早稲田大学英文科卒業。当初社会評論を書いたがのち時代・歴史小説を主として論じた。第17回大衆文学研究賞受賞。
2012年1月14日、肺炎のため死去。81歳没。

## 著書
- 戦後思想史入門 1968 潮新書
- 全学連 編著 1968 三一新書
- 怒りを日々の糧に 学生闘争の記録・栗原達男写真報告 冬樹社 1969
- 学生戦線 1969 三一新書
- 現代思想家論 編　第三文明社 1972 レグルス文庫
- 丸山真男論 屹立する自由人の精神 第三文明社 1974
- 現代思想の文学的領域 春秋社 1975
- 天皇制と昭和国家 太平出版社 1975
- 虚の城 サラリーマンの文学 転轍社 1978.5
- 企業小説とは何か 山岡荘八からアーサー・ヘイリーまで 日本工業新聞社 1979.11
- 転向論序説 戦中と戦後をつなぐもの ミネルヴァ書房 1980.5. 叢書・同時代に生きる
- 新国家主義の論理 日本工業新聞社 1981.7 Ohtemachi books
- 戦後労働運動への逆照射 農山漁村文化協会 1985.10. 人間選書
- SSSの文化戦略 付加価値列島ニッポン 現代書館 1989.4
- 二度わらべの母と生きる 農山漁村文化協会 1990.1
- 時代小説の時代 現代書館 1991.9
- 変容の時代の日本学 親鸞・宣長・柳田国男 春秋社 1993.7
- 司馬遼太郎がゆく 激動期を生きるテキスト 第三文明社 1994.1
- 「時代小説」から何を学ぶか ビジネスマンに贈る 描かれた人間像、歴史観をたどって生き方の指針を探る オーエス出版 1995.6
- 我こそ力なり ’90年代を生きるサラリーマンの「あなた」へ 冬青社 1995.1 イルカbooks
- 本居宣長 イラスト版オリジナル 清重伸之絵 現代書館 1996.3. For beginnersシリーズ
- 隆慶一郎の世界 第三文明社 1997.11
- 司馬遼太郎と丸山真男 現代書館 1998.2
- 藤沢周平論 講談社 1998.1
- 江戸商人の知恵嚢 現代書館 1999.5
- 丸山眞男と日本の宗教 第三文明社 1999.7
- アジア主義の光芒 現代書館 2001.5
- 遍歴と興亡 二十一世紀時代小説論 講談社 2001.1
- 司馬遼太郎と「坂の上の雲」 イラスト版オリジナル 清重伸之イラスト 現代書館 2002.4
- 宮部みゆきが読まれる理由 現代書館 2002.11
- 松本清張の時代小説 現代書館 2003.6
- 吉川英治ものがたりの時代 『新・平家物語』『私本太平記』の世界 論創社 2004.5

## 参考
- 文藝年鑑2007